# Hòa Tịnh, Mang Thít
Hòa Tịnh là một xã cũ thuộc huyện Mang Thít, tỉnh Vĩnh Long, Việt Nam.

## Địa lý
Xã Hòa Tịnh nằm ở phía Tây huyện Mang Thít, có vị trí địa lý:
- Phía Đông giáp xã Nhơn Phú
- Phía Tây giáp xã Long Mỹ, huyện Mang Thít và thị trấn Long Hồ, huyện Long Hồ
- Phía Nam giáp xã Bình Phước, huyện Mang Thít và thị trấn Long Hồ, huyện Long Hồ
- Phía Bắc giáp xã Long Mỹ và xã Mỹ An.

Xã Hòa Tịnh có diện tích 11,01 km², dân số năm 1999 là 7.884 người, mật độ dân số đạt 716 người/km².

## Hành chính
Xã Hòa Tịnh được chia thành 8 ấp: Bình Tịnh, Bình Tịnh A, Bình Tịnh B, Vườn Cò, Bình Hòa I, Bình Hòa II, Thiềng Long I, Thiềng Long II.